# نوالیا
نُوالیا (به کرواتی: Novalja) شهری در ایالت لیکا-سنی کشور کرواسی است که جمعیت آن در سال ۲۰۱۱ میلادی ۳٬۲۶۴ نفر بوده‌است.